# Медаль Руфуса Ольденбургера
Медаль Руфуса Ольденбургера (англ. Rufus Oldenburger Medal) — награда за достижения в области автоматического управления. Присуждается Американским обществом инженеров-механиков с 1968 года. Награда включает в себя 2 тысячи долларов США, медаль из бронзы и сертификат.

## Лауреаты
- 1968: Rufus Oldenburger[англ.]
- 1969: Nathaniel B. Nichols[англ.]
- 1970: John R. Ragazzini[англ.]
- 1971:  Чарльз Старк Дрейпер
- 1972: Albert J. Williams, Jr.
- 1973: Clesson E. Mason
- 1974: Herbert W. Ziebolz
- 1975:  Hendrik Wade Bode[англ.] и Гарри Найквист
- 1976:  Рудольф Кальман
- 1977: Gordon S. Brown[англ.] и Harold L. Hazen[англ.]
- 1978: Yasundo Takahashi[яп.]
- 1979: Henry M. Paynter[англ.]
- 1980: Arthur E. Bryson, Jr.[англ.]
- 1981: Shih-Ying Lee[англ.]
- 1982: Bernard Friedland
- 1983: J. Lowen Shearer[англ.]
- 1984: Herbert H. Richardson
- 1985: Karl Johan Åström[англ.]
- 1986: Eliahu I. Jury[англ.]
- 1987: Walter R. Evans[англ.]
- 1988: Robert H. Cannon, Jr.
- 1989:  Цыпкин, Яков Залманович
- 1990: Harold Chestnut[англ.]
- 1991: John G. Truxal[англ.]
- 1992: Isaac Horowitz[англ.]
- 1993: Лотфи Заде
- 1994: Howard Harry Rosenbrock[англ.]
- 1995: George Leitmann[англ.]
- 1996: George D. Zames[англ.]
- 1997: Thomas B. Sheridan[англ.]
- 1998: David G. Luenberger[англ.][1]
- 1999: Yu-Chi Ho[англ.]
- 2000: Ioan D. Landau
- 2002: Masayoshi Tomizuka[англ.][2]
- 2003:  Уткин, Вадим Иванович
- 2004: Alistair MacFarlane[англ.]
- 2005: Roger W. Brockett[англ.][3]
- 2006: J. Karl Hedrick[англ.]
- 2007: Suguru Arimoto[яп.]
- 2008: A. Galip Ulsoy
- 2009: Neville J. Hogan[англ.]
- 2010: Rolf Isermann[нем.]
- 2011: Haruhiko H. Asada
- 2012: Mathukumalli Vidyasagar[англ.][4]
- 2013: Graham C. Goodwin[англ.]
- 2014: Robert R. Bitmead[англ.][5]
- 2015: Manfred Morari[англ.]
- 2016: Jean-Jacques Slotine
- 2017: Miroslav Krstić[англ.]
- 2018: Roberto Horowitz
- 2019: Huei Peng